# موشک کرمران
موشک کرمران (kormoran AS34)، موشکی هوابه‌سطح است که برای اهداف سطحی و دریایی ساخته شده‌است. کرمران در هواپیمای تورنادو و اف-۱۰۴سی قابل به‌کارگیری، حمل و پرتاب است.

## مشخصات
- طول: ۴۴۰ سانتیمتر
- قطر: ۴/۳۴ سانتیمتر
- پهنای بال: ۱متر
- وزن: ۶۰۰ کیلوگرم
- سرعت: ۹۵/۰ ماخ